# Chloroleucon
Chloroleucon es un género de plantas con flores perteneciente a la familia Fabaceae. Algunas autoridades lo clasifican dentro del género Albizia.

## Taxonomía
El género fue descrito por (Benth.) Britton & Rose y publicado en Tropical Woods 10: 24. 1927. 	La especie tipo es: Chloroleucon vincentis (Benth.) Britton & Rose. = Chloroleucon mangense (Jacq.) Britton & Rose	
Etimología
El nombre del género deriva de las palabras griegas  χλωρóς (chloros), que significa "verde," y λευκός (leukos), que significa "blanco."

## Especies aceptadas
A continuación se brinda un listado de las especies del género Chloroleucon aceptadas hasta agosto de 2012, ordenadas alfabéticamente. Para cada una se indica el nombre binomial seguido del autor, abreviado según las convenciones y usos, y el nombre común en su caso.
- Chloroleucon acacioides (Ducke) Barneby & J.W.Grimes
- Chloroleucon chacoense (Burkart) Barneby & J.W.Grimes
- Chloroleucon dumosum (Benth.) G.P.Lewis
- Chloroleucon eurycyclum Barneby & J.W.Grimes
- Chloroleucon extortum Barneby & J.W.Grimes
- Chloroleucon foliolosum (Benth.) G.P.Lewis
- Chloroleucon guantanamense Britton & Rose
- Chloroleucon mangense (Jacq.) Britton & Rose - algarrobilla de Santa Marta[4]
- Chloroleucon tenuiflorum (Benth.) Barneby & J.W.Grimes
- Chloroleucon tortum (Mart.) Pittier